# Lista de aviões experimentais
Lista referente à aviação experimental, em que apenas são referidas as aeronaves mais importantes, categorizadas pelo fabricante ou entidade governamental como experimentais. Estão excluídos os ultraleves, porque apenas são considerados por algumas entidades como experimentais, por força da sua condição e construção (montagem) amadora.
É apresentado o nome do modelo, seguida de uma muito breve descrição do propósito para o qual foi construído.

## Estados Unidos

### Projectos exclusivamente experimentais (seríe "X")
- Bell X-1 - Destinado a bater a barreira do som.
- Bell X-2 - Investigação de velocidades entre mach 2 e 3.
- Douglas X-3 Stiletto - Incorporação do titânio na construção aeronáutica.
- Northrop X-4 Bantam - Voo sem estabilizadores horizontais na cauda.
- Bell X-5 - Investigação do uso da asa de geometria variável.

- Convair X-6 Desenvolvimento e avaliação de uma aeronave propulsionada por energia nuclear.
- Lockheed X-7 Desenvolvimento do motor denominado ramjet.
- Aerojet General X-8 Não é um avião, mas sim um Foguete de sondagem.[nota 1]
- Bell X-9 Shrike Também não é uma aeronave, mas sim um míssil teleguiado. [nota 2]
- North American X-10 Demonstrador de tecnologia não pilotado.
- Convair X-11 Serviu de banco de ensaio para SM-65 Atlas, o primeiro ICBM norte-americano.
- Convair X-12 O mesmo que o anterior.
- Ryan X-13 Vertijet Aeonave com asas em delta e pesquisa VTOL.
- Bell X-14 Avião experimental VTOL, asa convencional e propulsão vectorizada.
- North American X-15 Avião propulsionado por foguete, capaz de mach 6 e voo sub-orbital
- Bell X-16 Aeronave de reconhecimento a grande altitude, apenas a maqueta foi construída.
- Lockheed X-17 Foguete para pesquisa de reentrada atmosférica a velocidades hipersónicas.
- Hiller X-18
- Curtiss-Wright X-19
- X-20 Dyna-Soar
- Northrop X-21
- Bell X-22
- Martin Marietta X-23 Prime
- Martin-Marietta X-24
- Bensen X-25
- Schweizer X-26 Frigate
- Lockheed X-27 Lancer
- Pereira X-28 Sea Skimmer
- Grumman X-29
- Rockwell X-30 National Aero-Space Plane
- Rockwell-MBB X-31
- Boeing X-32 ]
- Lockheed Martin X-33
- Orbital Sciences X-34
- Lockheed Martin X-35
- McDonnell Douglas X-36
- Boeing X-37
- NASA X-38 Veículo a utilizar para o retorno dos astronautas da ISS (cancelado)
- X-39
- Boeing X-40 Space Maneuver Vehicle
- X-41 Common Aero Vehicle
- X-42 Pop-Up Upper Stage
- NASA X-43 Hyper-X Aeronave hipersónica equipada com motor ramjet
- Lockheed Martin X-44 MANTA
- Boeing X-45 Veículo aéreo de combate não tripulado.
- Boeing X-46 Veículo aéreo de combate não tripulado. (proposto, nunca construído)
- Northrop Grumman X-47 Pegasus
- X-48
- Sikorsky Piasecki X-49 Speedhawk
- Boeing X-50 Dragonfly
- Boeing X-51 Mach 7 scramjet
- X-52 Designação não usada.
- X-53 Active Aeroelastic Wing
- Lockheed Martin X-55 Advanced Composite Cargo Aircraft

### Série XA
Protótipos ou aviões experimentais de ataque:
- Stearman XA-21

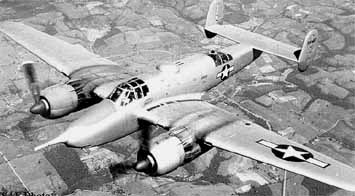
Beechcraft XA-38 Grizzly, 1944

- Douglas XA-26 - Não confundir com o Martin B-26 Marauder.
- Vultee XA-31A
- Brewster XA-32
- Beech XA-38
- Vultee XA-41

### Série XB
Protótipos ou bombardeiros experimentais:
- North American XB-25E

- Martin XB-26H
- Martin XB-27D
- Martin XB-27
- North American XB-28
- Boeing XB-29 - protótipo do Boeing B-29 Superfortress

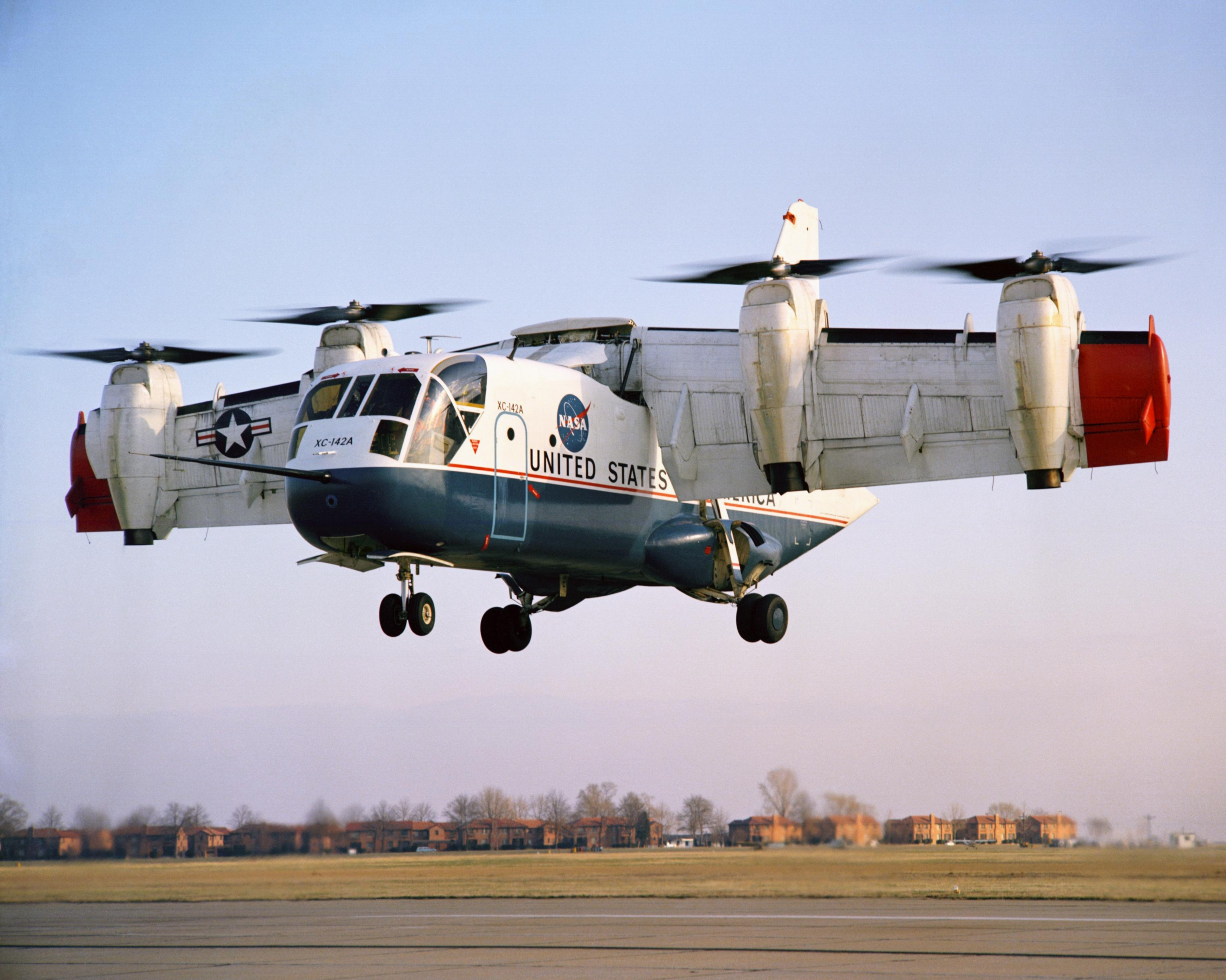
LTV XC-142

- Lockheed XB-30
- Douglas XB-31
- Consolidated XB-32 Dominator
- Martin XB-33
- Martin XB-33A Super Marauder
- B-34 Lexington
- Northrop XB-35 - Asa voadora.
- Convair XB-36
- XB-37
- Boeing/Lockheed Vega XB-38
- Boeing XB-39
- Boeing/Lockheed Vega XB-40
- Consolidated XB-41
- Douglas XB-42 Mixmaster
- Douglas XB-43 Jetmaster
- Boeing/Pratt & Whitney XB-44
- North American XB-45 Tornado
- Convair XB-46
- Boeing XB-47 Stratojet
- Martin XB-48
- Northrop XB-49 - Asa voadora
- Martin XB-51
- Boeing B-52 Stratofortress
- Convair XB-53
- Boeing XB-55
- Convair XB-58 Hustler
- Boeing XB-59
- Convair XB-60
- Martin XB-68
- North American XB-70 Valkyrie

### Série XC
- LTV XC-142
- Convair XC-99

### Série XF S
Caças desenvolvidos após a segunda guerra mundial, quando a USAF foi confirmada como ramo independente e substituiu a letra "P" (porsuit) por "F" (fighter).
- Consolidated Vultee XP-81
- Bell XP-83
- Republic XF-84H
- McDonnell XF-85 Goblin
- Curtiss XF-87 Blackhawk
- McDonnell XF-88 Voodoo
- Northrop XF-89 Scorpion
- Lockheed XF-90
- Republic XF-91 Thunderceptor
- Convair XF-92 Dart
- Republic XF-103 Thunderwarrior
- Lockheed XF-104
- North American XF-108 Rapier

### Série XP
Caças desenvolvidos entre o final da segunda guerra mundial e 1947, quando a USAF foi confirmada como ramo independente e substituiu a letra "P" (porsuit) por "F" (fighter).
- Boeing XP-4
- Boeing XP-7
- Boeing XP-8
- Boeing XP-9
- Curtiss XP-10
- Curtiss XP-11
- Thomas-Morse XP-13 Viper
- Curtiss XP-14
- Boeing XP-15
- Curtiss XP-17
- Curtiss XP-18
- Curtiss XP-19
- Curtiss XP-21 Hawk
- Curtiss XP-22 Hawk
- Curtiss XP-23 Hawk
- Curtiss XP-31 Swift
- Boeing XP-32
- Consolidated XP-33
- Wedell-Williams XP-34
- Seversky XP-41
- Curtiss XP-42
- Bell XP-45
- Curtiss XP-46
- Douglas XP-48
- Lockheed XP-49
- Grumman XP-50 Skyrocket
- North American XP-51 Mustang
- Bell XP-52
- Curtiss XP-53
- Vultee XP-54 Swoose Goose
- Curtiss XP-55 Ascender
- Northrop XP-56 Black Bullet
- Tucker XP-57
- Lockheed XP-58 Chain Lightning
- Bell XP-59 Airacomet
- Curtiss XP-60
- Curtiss XP-62
- Grumman XP-65
- McDonnell XP-67 Bat
- Vultee XP-68 Tornado
- Republic XP-69
- Curtiss XP-71
- Republic XP-72
- Hughes XP-73
- Bell XP-76
- Bell XP-77
- North American Mustang Mk X
- Northrop XP-79 Flying Ram

### Outros
- Bell XV-15 "Tiltrotor"
- (SAX-40)
- ALTUS

## Designações "X" daUS Navy
- Boeing XF8B
- Curtiss XF14C
- XF5F Skyrocket - Grumman
- XF10F Jaguar - Grumman
- Bell XFL Airabonita
- XF3L - Bell
- Ryan XF2R
- Chance Vought XF5U
- Lockheed XFV
- Convair XFY
- Convair XF2Y-1 Sea Dart

## Outras designações norte-americanas
- AstroFlight
  - AstroFlight Sunrise - Demonstrador de tecnologia, propulsionado por energia solar.
- Boeing
  - Boeing Bird of Prey - Avião furtivo demonstrador de tecnologia.
  - Boeing Skyfox - Proposta para rejuvenescer o Lockheed T-33.
- Douglas Skystreak
- Douglas D-558-II Skyrocket - Avião propulsionado por foguete, destinado à pesquisa de velocidades supersónicas.
- DARPA Falcon Project - Projecto de veículo capacitado para velocidade hipersónicas.
- Goodyear Inflatoplane
- Lockheed Have Blue
- Lockheed P-175 Polecat
- NASA
  - NASA M2-F1
  - NASA AD-1 Oblique Wing
  - NASA Hyper III
  - NASA Pathfinder
- Northrop
  - Northrop HL-10
  - Northrop M2-F2
  - Northrop M2-F3
  - Northrop Tacit Blue
- Rockwell
  - HiMAT
- Rotary Rocket
  - Roton ATV
- Scaled Composites
  - Boomerang
  - Proteus
- Other organisations
  - Budd BB-1 Pioneer
  - DARPA Falcon Project
  - Farrar LSG-1 Bird Flight Machine
  - Lamson L-106 Alcor
  - Lamson PL-1 Quark
  - PSU Zephyrus
  - Schweizer SGS 1-29

## Canada
Aviões de pesquisa e protótipos.
- AEA Silver Dart - Projecto conjunto Canada - EUA.
- Avro CF-105 Arrow - Caça de alto desempenho, não passou da fase de protótipo.
- Avrocar - Projecto de uma aeronave circular.
- Avro Canada C102 Jetliner
- Birdman Project 102
- CL-84
- Marsden Gemini - Planador com asas de geometria varável

## Reino Unido
Aviões de pesquisa, projectos privados e protótipos em competição para o ministério da defesa.
- Armstrong Whitworth A.W.52
- Avro
  - Avro 707
- BAE Systems
  - BAE Systems Mantis  - Demonstrador de tecnologia para um futuro avião de combate não tripulado.
  - BAE Systems Taranis - Demonstrador de tecnologia para um futuro avião de combate não tripulado.
  - BAE Systems Demon - Avião de combate não tripulado, sem uso de flaps em fase de testes (2020).
- Blackburn B-20
- Boulton Paul
  - Boulton Paul P.6 - Usado na pesquisa de novos tipos de asa (1918)
  - Boulton Paul P.111 - Pesquisa da asa em delta e ausência de estabilizadores horizontais.
  - Boulton Paul P.120 - Pesquisa dos efeitos aerodinâmicos no uso da asa em delta (1950).
- Bristol Aeroplane Company
  - Bristol 188 - Avião de pesquisa durante o voo supersónico.
  - Bristol Brabazon - Avião de transporte de passageiros gigante (1949).
- British Aerospace EAP - Demonstrador de tecnologia que eventualmente serviu de base ao Eurofighter Typhoon.
- British Aircraft Corporation
  - BAC 221
- De Bruyne Snark
- de Havilland Swallow
- English Electric P1A
- Fairey
  - Fairey Delta 1
  - Fairey Delta 2
  - Fairey Rotodyne
- Folland Fo.108 "Frightful"
- General Aircraft GAL.56
- Gloster E.28/39
- Hafner Rotabuggy
- Handley Page
  - Handley Page Manx
  - Handley Page HP.88
  - Handley Page HP.115
- Hawker
  - Hawker P.V.4
  - Hawker Hotspur
  - Hawker P.1072
  - Hawker P.1052
  - Hawker P.1081
  - Hawker P.1127
- Hunting
  - Hunting H.126
- Miles
  - Miles Libellula
  - Miles M.30
  - Miles M.52
- QinetiQ Zephyr
- Saunders Roe
  - Saunders-Roe SR.A/1
  - Saunders-Roe SR.53
  - Saunders-Roe SR.177
- Short Brothers
  - Short Shetland
  - Short Sperrin
  - Short SB.1 -
  - Short SB5 -
  - Short SB.4 Sherpa
  - Short SC.1
- Westland-Hill Pterodactyl

## Argentina
- I.Ae. 27 Pulqui I
- I.Ae. 30 Ñancú
- FMA I.Ae. 37
- DINFIA IA 38

## Brasil-Argentina
- Embraer CBA-123 Vector Projecto cancelado devido aos elevados custos de produção

## França
- SNECMA Coléoptère
- Fouga CM.88 Gemeaux
- Nord 1500 Griffon
- Payen Pa 49
- SNECMA Atar Volant
- Dassault Balzac V
- Dassault Mirage IIIV
- Dassault Milan
- Dassault Mirage G
- Dassault LOGIDUC
- Dassault nEUROn

## Alemanha
- Arthur Sack A.S.6
- Blohm & Voss P.178
- DFS 194
- DFS 346
- Dornier Do 212
- Dornier Do 31
- EWR VJ 101
- Focke-Wulf Fw Triebflügel
- Focke-Wulf Ta 183
- Göppingen Gö 9
- Heinkel He 176
- Heinkel He 178
- Heinkel He 280
- Heinkel He 343
- Henschel Hs 132
- Horten Ho 229 -- Flying wing
- Horten H.IX V1
- Horten H.IX V2
- Horten H.X
- Horten H.XIII
- Horten H.XVIII
- Junkers J 1
- Junkers Ju 287
- Lippisch DM-1
- Lippisch P.13a
- Messerschmitt Me P.1101
- RFB-X-113
- RFB-X-114
- Fiesler Fi 103 R
- VFW VAK 191B (1971)

## Rússia/União Soviética

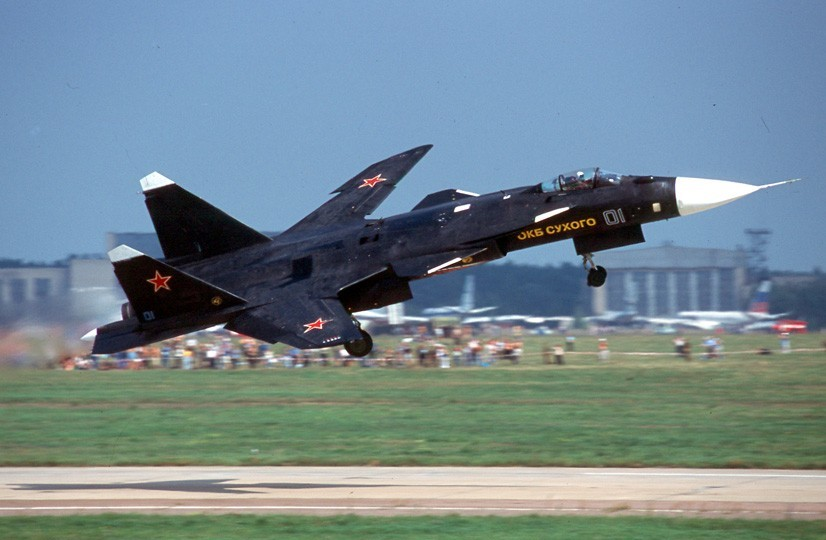
Sukhoi Su-47 Berkut

- Beriev VVA-14
- Tupolev ANT-20
- Tupolev Tu-119
- Sukhoi T-4
- Sukhoi Su-47
- Mikoyan Project 1.44

## China
- Chengdu J-9

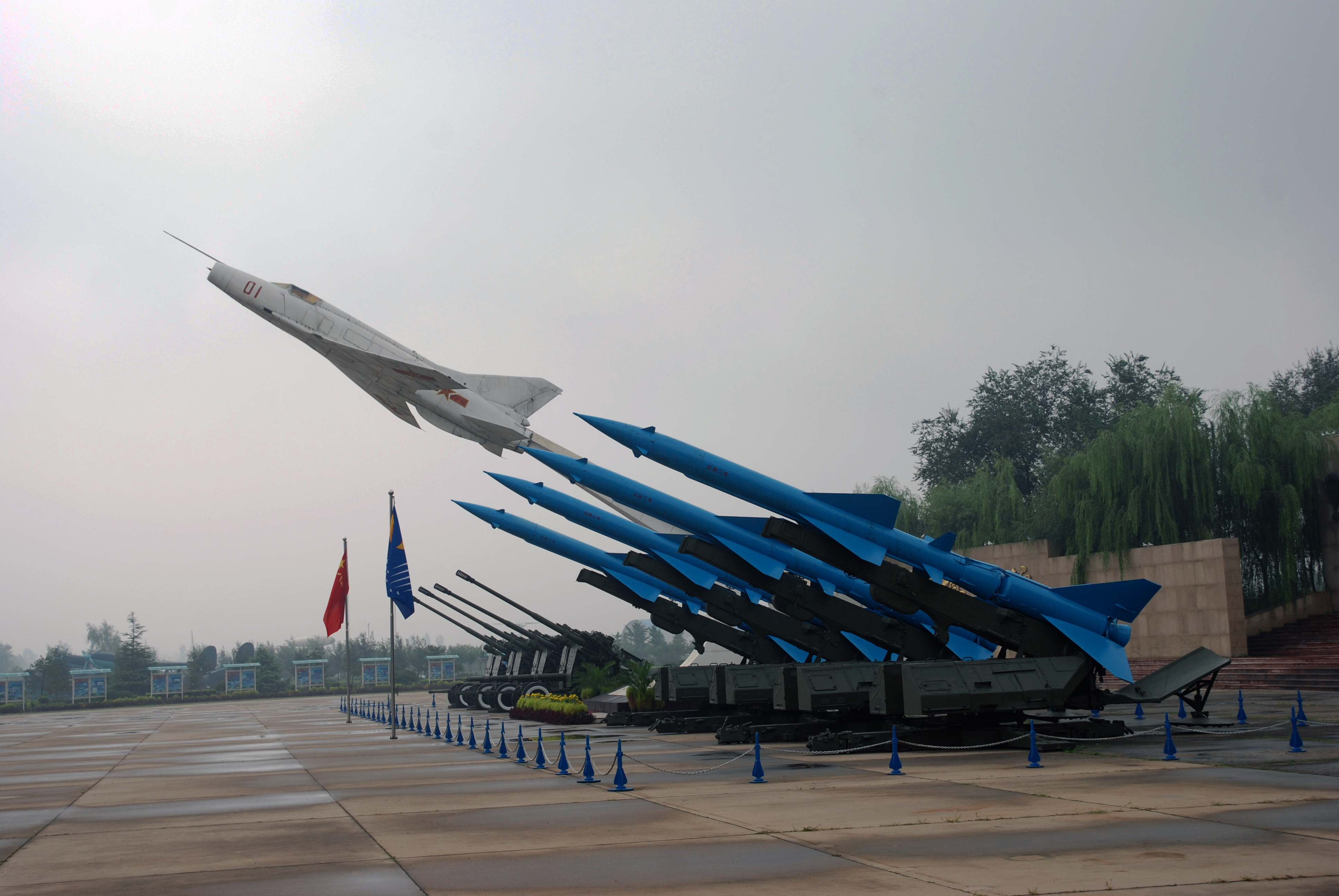
Nanchang J-12

- Nanchang J-12 - Tentativa chinesa para construir um caça ultra leve de produção integralmente nacional
- Shenyang J-13
- Shanghai Y-10

## Outros países
- Atlas XH-1 Alpha (África do Sul)
- Bossi-Bonomi Pedaliante (Itália)

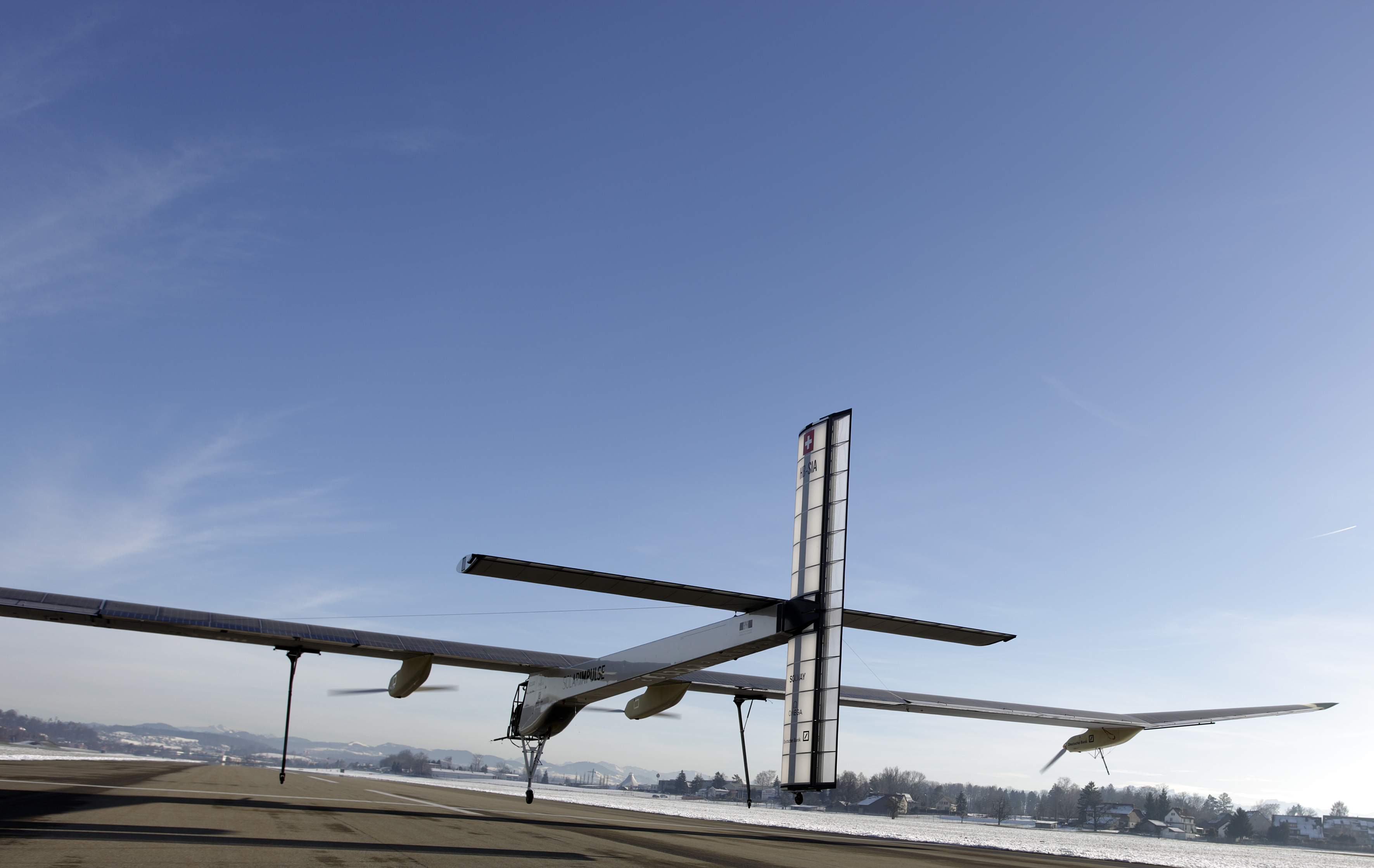
Solar Impulse

- EADS Barracuda (Alemanha - Espanha)
- HyShot (Austrália)
- Saab 210 (Suécia)
- Solar Impulse (Suíça) - Propulsionado por energia solar, pretende circum-navegar o planeta em 2012[1]